# یوژف گلئی
یوژف گِلِئی (مجاری: Gelei József؛ زادهٔ ۲۹ ژوئن ۱۹۳۸) بازیکن و مربی فوتبال اهل مجارستان بود.
از باشگاه‌هایی که در آن بازی کرده‌است می‌توان به باشگاه ورزشی واشاش و باشگاه فوتبال ام‌تی‌کی بوداپست اشاره کرد.
وی به‌همراه تیم ملی فوتبال مجارستان در بازی‌های المپیک تابستانی ۱۹۶۴ به مقام قهرمانی دست پیدا کرده‌است.